# Nahar (moeda)
O nahar (nakhar ou nakar) foi a moeda que os separatistas chechenos planejaram para a República Chechena da Ichkeria.
Em 1994, no Reino Unido, notas de 1, 3, 5, 10, 50, 100, 500 e 1000 foram impressas, datadas de 1995.
Esta moeda não foi colocada em circulação e quase todas as notas impressas, armazenadas no banco de Grozny, foram destruídas por militares russos.